# Plaatjesalbum
Een plaatjesalbum is een boek waarin in principe alleen de tekst is voorgedrukt. Voor de afbeeldingen zijn kaders voorzien, waarbinnen de bezitter van het album plaatjes moet plakken die verzameld worden en vaak bij producten worden meegeleverd.
In België worden deze albums vaak plakboeken genoemd, de plaatjes chromo's.

## Bekende reeksen plaatjesalbums
- De Stollwerck-albums, van de gelijknamige chocoladefabrikant uit Keulen (Duitsland), reeds sedert 1840, waarvoor aan het eind van de 19e eeuw Oskar Zwintscher, Max Liebermann, Franz Skarbina, Hans Christiansen  en andere beroemde kunstenaars werken of, als beoordelaar, vakkennis ter beschikking stelden,  waren wellicht voor Verkade de inspiratiebron.
- De Faam-albums, van de gelijknamige suikerwerkenfabrikant (Nederland)
- Dobbelmann-albums, van de gelijknamige zeepfabrikant (Nederland)
- Jacques-albums, van het gelijknamige chocolademerk (België)
- Koffie Hag-albums
- Koorn-albums, van koffie- en theefabrikant B. Koorn & Co. (Nederland)
- Kuifje-albums, van de Belgische uitgeverij van de stripverhalen over Kuifje
- Kwatta-albums, van het gelijknamige (voorheen) Nederlandse chocolademerk, maar uitgegeven in België
- Niemeijer's Tabak-albums, van de gelijknamige tabaksfabrikant (Nederland)
- Ringers-albums, van de gelijknamige cacao- en chocoladefabrikant (Nederland)
- Rizla+-albums, van de gelijknamige Franse fabrikant van sigarettenvloeitjes
- Verkade-albums, van de gelijknamige koekfabrikant (Nederland)